# Jean-François Bérenguer
Pas d'image ? Cliquez ici
Jean-François Bérenguer, né le 20 mai 1960, est un pilote de rallye automobile résidant près de Montpellier.

## Carrière
Il commence sa carrière en 1987 sur une Opel Manta sur des épreuves locales avant de se tourner vers le championnat terre. Sur sa Citroën Visa 1000 pistes rose, il se fait rapidement remarquer tant par ses chronos que par ses passages spectaculaires. 
En 1995 il retourne sur asphalte dans le cadre des formules de promotions Citroën. Il remporte d'ailleurs le trophée Citroën Saxo Kit-Car en 1998 et fait jeu égal en 1999 avec un certain Sébastien Loeb. Il remporte de nouveau ce trophée en 2000, et termine vice-champion de France Super 1600 en 2001. En 2002 , "Jeff" continue son aventure super 1600 avec la Saxo et termine sa saison comme meilleur privé, après avoir souvent donné le change aux pilotes officiels. 
En 2003 il laisse de côté la Saxo pour la nouvelle et déjà performante Renault Clio S1600. Il prend l'ascendant sur son véloce coéquipier Manu Guigou, et termine 5e du Championnat. 
Il obtient ainsi une dizaine de podiums au début des années 2000 -en S1600 surtout-, tant au rallye Terre des Cardabelles (1995, puis 2002 et 2003) qu'à ceux du Var (2000 et 2001), du Touquet (2001 et 2002), ou encore du Lyon-Charbonnières et de Rouergue-Aveyron (2003, puis 2008 pour ce dernier), avant d'avoir à son actif encore une dizaine de succès Régionaux et Nationaux, désormais en Coupe de France des rallyes.

## Palmarès
- 2014 - 1er du  Rallye du Maroc Historique, copilote Aline Bérenguer-Marès (son épouse), sur Ford Escort RS Mk2 (Gr.4).
- 2013 - 1er du Rallye du Vallespir, sur Subaru Impreza S9 WRC (Coupe de France).
- 2012 - 1er des Rallyes du Val d'Agout, du Printemps, du Pays Viganais et Esculape, sur Renault Mégane Maxi (Coupe de France).
- 2011 - 1er des Rallyes du Vallespir, de Lozère et du Pays Viganais, sur Renault Mégane Maxi (Coupe de France).
  - 2008 - 3e du Rallye du Rouergue, sur Citroën C2 S1600.
- 2006 - 1er du  Rallye du Fenouillèdes (Coupe de France).
  - 2003 - 5e du Championnat de France Super 1600.
  - 2002 - 6e du Championnat de France Super 1600.
  - 2001 - 6e du Championnat de France des rallyes, vice-champion de France Super 1600.
- 2001 - 1er du Rallye de la montagne Noire, sur Renault Mégane Maxi (Coupe de France).
- 2000 - vainqueur du Trophée Citroën Saxo Kit-Car.
- 1998 - vainqueur du Trophée Citroën Saxo Kit-Car.